# Даблин
Даблин (енгл. Dublin, IPA: , ир. Baile Átha Cliath, IPA: ) је главни и највећи град Републике Ирске и највећи град острва Ирске. У оквиру града у управним границама живи нешто преко пола милиона становника, док на ширем подручју града живи око 1.800.000 становника, што је око 35% становништва Републике Ирске. Даблин је истовремено и самостални градски округ у оквиру државе, али је некада био у оквиру истоименог округа Даблин.
Даблин је привредно, културно и саобраћајно средиште Републике Ирске, а спада и у ред градова од светског значаја (глобални град).

## Порекло назива
Енглески назив града Даблин изведен је из ирског израза Dubh Linn (црна бара, црно језерце).
Ирски назив града је Baile Átha Cliath, што у дословном преводу значи град на препреченом газу. Назив се односи на газ преко реке Лифи на којем је основан град.

## Географија
Географски положај Даблина је изразито повољан. Даблин се налази у средишњем делу источне обале острва Ирске, која је најближа Британији и европском копну.
Од другог по величини града на острву, Белфаста у Северној Ирској, Даблин је удаљен 170 km јужно, а док је од другог по величини града у Републици Ирској, Корка, град удаљен 250 km североисточно.
Даблин се налази на источној обали острва Ирске, на месту где се река Лифи улива у море. Јужни део града је бреговит, да би се јужно од града издигло ниже горје. Западни и северни део града су равничарски.
Даблин се налази се на источној обали острва Ирске, на ушћу реке Лифи (енгл. Liffey) у Даблински залив ка Ирском мору. Река има широко ушће што је повољно за пристајање већих бродова. Овакав положај омогућио је развој града као најважније луке на острву.

### Клима
Клима у Даблину је умерено континентална са изразитим утицајем Атлантика и Голфске струје. Стога град одликује блага клима. Најнижа просечна температура је у јануару и фебруару, 6 °C, а највећа је током јула и августа, 15 °C. Годишња количина падавина је око 760-1000 милиметара, што је најмање на целом острву.

## Историја
Прво познато насељавање на подручју Даблина је названо Еблана — назив је нађен у делима александријског географа Птолемеја, из 2. века п. н. е. Град се касније у историји појављује под називом "Црно језерце" (ирски: Dubh-linn), када су насељеници 291. године избојевали победу над оружаним снагама краљевства Ленстер. Данашње званично име града Baile Átha Cliath се примењује од наредних насељавања. Становници овог подручја су око 450. године примили хришћанство од стране Светог Патрика, који је касније постао духовни заштитник Ирске.
Данашњи град основали су Данци 841. године. Ирски побуњеници су успели да у више наврата, током наредна 3 века, преузму власт над градом. Данце су 1171. године протерали Англо-Нормани, предвођени Хенријем II, краљем Енглеске. Владавина Енглеске Даблином је трајала непрекидно до 1534. године, када је ирски патриота Томас Фицџералд извршио опсаду града. Ускоро је град поново потпао под енглеску круну.
Све до половине 17. века Даблин је остао мали, средњовековни, зидинама опасани град. Током 17. века, за време енглеских грађанских ратова, познатих под именом "Славна револуција", Даблин је предат енглеским властима, да би се избегао његов пад у руке Ираца. Даблин је остао под британском влашћу све до Ирског устанка 1798. године, током које је пропао покушај да се пороби град.
Други покушај, изведен 1803. године, под вођством Роберта Емета, такође се завршио неуспешно. Наредне револуције су се одиграле 1847. и 1867. године. Даблин је био поприште најоштријих борби током ирске револуције вођених 1916. године и од 1919. до 1921. године. Ово је исходило успостављањем Ирске Слободне Државе. Након стицања независности, Даблин је постао политичко, економско и културно средиште нове државе.
Последње три деценије Даблин, као ретко који град у Европи, је забележио нагли развој и раст.

## Становништво
У 17. веку Даблин је био један од највећих градова Европе, али је касније потиснут. Током друге половине 20. века становништво Даблина и његове околине се годишње повећала за отприлике 1%. Период између 1961. и 1981. године показује највећа повећања. У почетку је ток насељавања почео из руралних ка урбаним деловима. Али, последње четвртине 20. века, средишњи делови града почињу да губе на привлачности у корист нових предграђа на југозападу. Последњих 20-ак година Даблин спада у најбрже растуће градове Европске уније захваљујући значајном прираштају ирског становништва и знатном усељавању страног становништва, највише из Пољске и Литваније.
По последњем попису из 2022. године. Даблин у управним границама има око 590 хиљада становника. Међутим, град одавно прерастао дате границе, па се изграђено градско подручје шири на још три приградска округа, чине урбану целину од 1,26 милиона становника. На крају, метрополитенско подручје Даблина има преко 2,08 милиона становника.
Етнички састав: Становништво Даблина је до пре две деценије било било готово искључиво етнички ирско. Међутим, бројни усељеници из страних земља изменили су састав становништва. Тако данас у Даблину преко 26% чини становништво рођено у иностранству, а то знатно више од просека државе.

## Привреда
Данас је Даблин високо развијен велеград, који спада у 30 најважнијих градова света. У граду су традиционално развијене лучке делатности, а последњих деценија се све више развијају пословање, банкарство и услуге.
Највеће традиционалне индустрије Даблина су пиварство, дестилерија, производња хране и текстилна индустрија. Овде се налазе и бродоградилишта, као и одређени број ливница и фабрика за склапање аутомобила. Све ове гране индустрије су претрпеле пад од 1970-их година, па су многи, дотад индустријски делови града изгубили на значају и почели пропадати.
Најпознатији погон града је Гинис пивара, која је основана 1759. године и једна је од највећих извозника. Један од већих послова је скоријих година постала и производња и извоз рачунарског хардвера и софтвера. Основу за извоз чине и пољопривредни производи и домаћа стока из целе државе. Даблин је престоница ирских највећих банкарских и трговачких установа. Значајан помак у економском животу догодио се након приступања Ирске у Европску економску заједницу 1973. године. Такође се нагло повећао број банака у Даблину.

### Саобраћај
Град је поморским путем повезан са већим градовима, као што су Корк у Ирској, Белфаст у Северној Ирској и различитим лукама у Енглеској, Шкотској и Француској. Пругама је повезан са важним одредиштима у Ирској. Даблин је и главна лука државе.

## Култура
Даблин је играо водећу улогу у културном препороду Ирске, који је почео 1884. године оснивањем Gaelic Athletic Асоцијације, за обнову Гелик (Gaelic) игара. Године 1893, се повезао са Гелик лигом, којој и даље остаје за циљ обнова ирског језика и фолклора.
Даблин је данас жива културна метропола Европе, која је свету дала чувене књижевнике — Џорџа Бернарда Шоа, Оскара Вајлда, Јејтса и Џејмса Џојса, али и савремене поп звезде U-2, Симпл Мајндс, Шинејд О’Конор...
Даблин посетиоцима нуди велики број различитих места, која вреди погледати. Ту спадају цркве, историјске зграде, библиотеке, музеји, галерије, паркови и вртови. Даблин је историјски богат град. Током година, књижевност, позориште и уметност су играли значајну улогу у његовом културном развоју.

## Градски предео и архитектура
Даблин се налази у равничарском делу, који река Лифи дели на северни и јужни. Река је премошћена са десет мостова, од којих се издваја О’Конелијев мост, који повезује главне путеве града. У југозападном делу Даблина, улице су уске и са превојима, док је остатак града добро уређен, са широким авенијама и пространим трговима. Они су нарочито бројни у југоисточним и североисточним четвртима.
Два канала, Ројал и Гранд, обезбеђују везу између лучне области и јужних и северних огранака реке Шенон.
Даблин је град нижих зграда, будући да се налази у равници, али са торњевима и неколико зграда који потичу из периода пре 17. века. Римокатоличке цркве датирају из 19. и 20. века. Једна од највиших зграда је Либерти Хол који представља базу трговачког друштва. Достиже 17 спратова, док већина зграда не прелази висину од 10 спратова.
Куће у граду су од опеке, а читава архитектура се своди на детаљ, углавном врата којих има у безброј комбинација и боја. Ван града, то су мале куће, са лепо уређеном окућницом. У старом делу Даблина се налазе зграде Универзитета Даблина, Банке Ирске, као и четири Висока суда Ирске, Ленстер Хаус, царинарница — зграда из 18. века. Главни парк у Даблину је Феникс Парк, који се налази у западном окружењу града, обима око 11 km. Поред рекреативних објеката, Феникс Парк садржи и зоолошке вртове, неколико стаклених башти, као и резиденцију председника републике. Даблин је познат и по стотинама пабова и барова. Међу најпознатијима су Гинис (енгл. Guinness) и Олд Џејмсон Дестилерија (енгл. Old Jameson Distillery).

## Партнерски градови
- Вилњус
- Сан Хозе
- Барселона
- Ливерпул
- Пекинг
- Милано
- Будимпешта
- Јамбол
- Рамала
- Подгорица
- Братислава

## Галерија
- Саборна Црква св. Патрика
- Алстерска банка
- Здање Четири суда
- Главна пошта — средиште Ирског устанка
- Главна улица Даблина, О’Конел улица
- Либерти Хол, један од градских небодера
- Пивара „Гинис“
- Колеџ Св. Тројице